# Little Italy (Syracuse)
Little Italy Syracuse è il quartiere italiano di Syracuse. La strada principale del quartiere è North Salina Street.
Gli immigrati italiani iniziarono a stabilirsi nella parte nord di Syracuse all'inizio degli anni 1880, tuttavia, il quartiere non fu ufficialmente designato come Little Italy fino al 2003.

## Storia

### Immigrati
Gli immigrati italiani arrivarono per la prima volta nell'area intorno a Syracuse nel 1883 dopo aver fornito manodopera per la costruzione della West Shore Railroad.
Nel 1899 gli immigrati italiani vivevano nella parte nord della città, nell'area intorno a Pearl Street. Gli italiani arrivarono quasi a soppiantare i tedeschi in quella zona della città e concentrarono le loro attività specialmente lungo North State e North Salina Street.

### Imprese locali

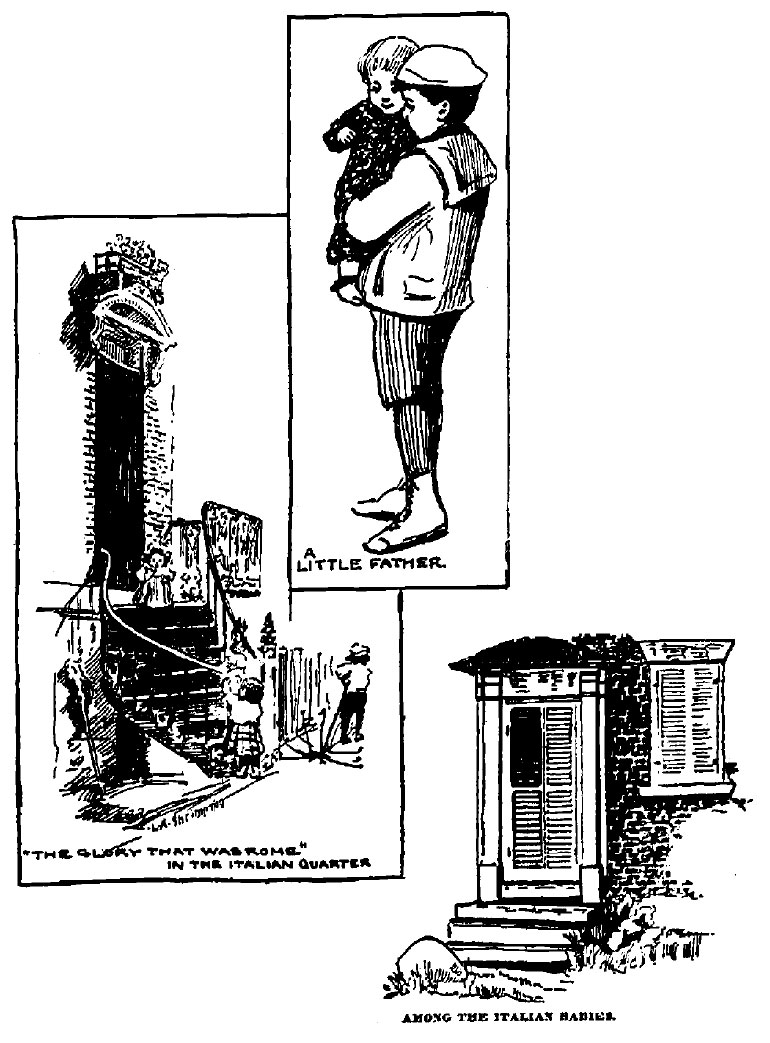
I "Bambini" di Little Italy - Syracuse, New York nel 1899

I primi residenti nel quartiere lavoravano per Learbury Suits, Nettleton Shoes e altre fabbriche del Northside. 

### Cibo italiano
La Columbus Baking Company ha sede Pearl Street da oltre un secolo. Il panificio è a conduzione familiare ed è specializzato in diversi tipi di pane. Thano's Import Market, situato in North Salina Street da oltre 90 anni, vende specialità italiane come provolone stagionato, olive e pasta fatta in casa. 
Lombardi's Fruits & Imports, ha sede nel Northside da diversi decenni, e vende una grande varietà di articoli importati dall'Italia. 

### Mercato contadino

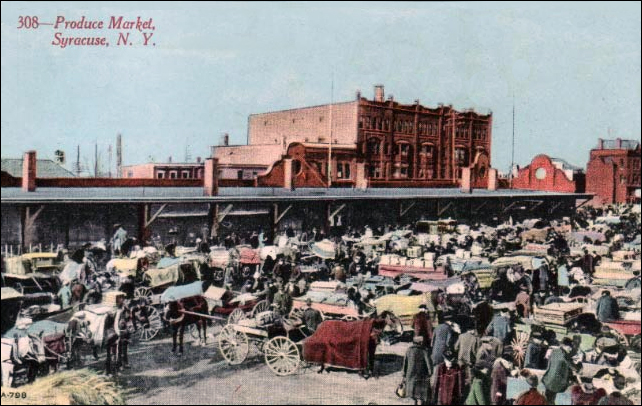
Mercato dei prodotti del lato nord di Syracuse, c. 1900

Il 15 agosto 1899 fu l'ultimo giorno in cui agli agricoltori locali fu permesso di utilizzare l'area tra West Genesee Street da Salina a Clinton Street come mercato. Il commissario per i lavori pubblici Meagher ordinò che coloro che "avevano prodotti da vendere" fossero tenuti lontani da Clinton Square. 
Il vecchio Mercato del fieno su North Salina Street, vicino al ponte sollevatore del canale Erie, fu designato come nuovo luogo per il mercato.
Il Consiglio Comune approvò una risoluzione nel giugno 1899 che ordinava a coloro che avevano fieno di vendere "sgomberare l'appezzamento di terreno racchiuso dal recinto". I carichi di fieno furono venduti lungo Pearl Street e Fulton Street, mentre il vecchio mercato fu destinato ai contadini.
Per tutto il XX secolo, il Northside Produce Market fornì frutta e verdura fresca dagli agricoltori di Cicero e North Syracuse ai residenti locali.

### Ospedale
Il St. Joseph's Hospital, che comprende anche il St. Joseph's College of Nursing, è un'importante istituzione del quartiere. 

### Situazione attuale
Nel settembre 2009, il quartiere ha ricevuto milioni di dollari di investimenti pubblici e privati per nuovi marciapiedi, arredamenti urbani, illuminazione e per l'istituzione del programma "Green Train", mirato alla formazione di lavoratori da impiegare nell'edilizia ecologica. 
Negli ultimi anni, oltre alle attività italiane, sono sorte attività asiatiche e africane.